# Crowsnest Pass
Crowsnest Pass is een plaats (town) in de Canadese provincie Alberta en telt 5749 inwoners (2006).